# Rogówko (Kowale Oleckie)
Rogówko (deutsch Rogowken, 1938 bis 1945 Roggenfelde (Ostpr.)) ist ein Dorf in der polnischen Woiwodschaft Ermland-Masuren und gehört zur Landgemeinde Kowale Oleckie (Kowahlen, 1938 bis 1945 Reimannswalde) im Powiat Olecki (Kreis Oletzko, 1933 bis 1945 Kreis Treuburg).

## Geographische Lage
Rogówko liegt im Nordosten der Woiwodschaft Ermland-Masuren am Jezioro Błotne (Rogowkener See, Roggenfelder See), elf Kilometer nordwestlich der Kreisstadt Olecko (Marggrabowa, 1928 bis 1945 Treuburg).

## Geschichte
Im Jahre 1581 erfuhr das kleine, vor 1770 Rogowa genannte Dorf seine Gründung. Nach 1777 trug es die Namensform Rokowken, danach bis 1938 Rogowken.
Zwischen 1874 und 1945 war der Ort ein Teil des Amtsbezirks Schareyken (polnisch Szarejki), der – 1938 in „Amtsbezirk Schareiken“ umbenannt – zum Kreis Oletzko – 1933 bis 1945 „Landkreis Treuburg“ genannt – im Regierungsbezirk Gumbinnen der preußischen Provinz Ostpreußen gehörte.
Im Jahre 1910 verzeichnete Rogowken 154 Einwohner. Ihre Zahl verringerte sich bis 1933 auf 148 und belief sich 1939 noch auf 133.
Aufgrund der Bestimmungen des Versailler Vertrags stimmte die Bevölkerung im Abstimmungsgebiet Allenstein, zu dem Rogowken gehörte, am 11. Juli 1920 über die weitere staatliche Zugehörigkeit zu Ostpreußen (und damit zu Deutschland) oder den Anschluss an Polen ab. In Rogowken stimmten 107 Einwohner für den Verbleib bei Ostpreußen, auf Polen entfiel keine Stimme.
Aus politisch-ideologischen Gründen der Vermeidung fremdländisch klingender Ortsnamen wurde Rogowken am 3. Juni (amtlich bestätigt am 16. Juli) des Jahres 1938 in „Roggenfelde (Ostpr.)“ umbenannt. Im Jahre 1945 kam das Dorf in Kriegsfolge mit dem südlichen Ostpreußen zu Polen und trägt seither die polnische Bezeichnung „Rogówko“. Heute ist das Dorf Sitz eines Schulzenamtes (polnisch Sołectwo) und eine Ortschaft im Verbund der Landgemeinde Kowale Oleckie im Powiat Olecki, bis 1998 der Woiwodschaft Suwałki, seitdem der Woiwodschaft Ermland-Masuren zugehörig.

## Kirche
Die mehrheitlich evangelischen Einwohner Rogowkens resp. Roggenfeldes waren vor 1945 in das Kirchspiel der Kirche in Schareyken (1938 bis 1945: Schareiken, polnisch Szarejki) eingepfarrt und lag im Kirchenkreis Oletzko/Treuburg in der Kirchenprovinz Ostpreußen der Kirche der Altpreußischen Union. Heute gehören die evangelischen Kirchenglieder Rogówkens zur Kirchengemeinde in Gołdap (Goldap), einer Filialgemeinde der Kirche in Suwałki in der Diözese Masuren der Evangelisch-Augsburgischen Kirche in Polen.
Waren die katholischen Kirchenglieder vor 1945 nach Marggrabowa (1928 bis 1945: Treuburg, polnisch Olecko) im Bistum Ermland hin orientiert, so gehören sie heute zur neu errichteten Pfarrei Szarejki. Sie ist einem der beiden Dekanate in Olecko im Bistum Ełk (Lyck) der Katholischen Kirche in Polen zugeordnet.

## Verkehr
Rogówko liegt westlich der polnischen Landesstraße DK 65 (frühere deutsche Reichsstraße 132) und ist über einen Landweg, der nach Szarejki (Schareyken, 1938 bis 1945 Schareiken) führt, zu erreichen. Innerorts kreuzt ein Landweg, der aus südlicher Richtung von Stożne (Stoosznen, 1938 bis 1945 Stosnau) kommt und ebenfalls nach Szarejki führt.
Am östlichen Ortsrand verläuft die Bahnstrecke Ełk–Tschernjachowsk (Lyck–Insterburg), die seit 1993 für den Personenverkehr geschlossen ist. Die nächste Bahnstation war bis dahin Stożne.